# John Fraser (acteur)
Pour les articles homonymes, voir Fraser.
John Fraser, né le 18 mars 1931 à Glasgow, et mort le 7 novembre 2020,, est un acteur écossais.

## Biographie
John Fraser commence sa carrière en 1952, dans la série télévisée Kidnapping et il obtient son premier grand rôle l'année suivante dans The Good Beginning puis on le voit dans Titanic (1953) Les Briseurs de barrages (1955), Les Fanfares de la gloire (1960), Les Pirates de la nuit (1961) ou Schizo (1976). Fraser a aussi joué dans plusieurs séries TV comme Columbo (1972) Doctor Who (1981) ou The Bill, il a mis fin à sa carrière en 1996. John Fraser a publié ses mémoires en 2004, où il raconte sa vie d'homosexuel et ses amitiés avec certains acteurs.

## Filmographie
- 1952 : Kidnapping (série télévisée) 6 épisodes : David Balfour
- 1953 : Titanic : L'intendant
- 1953 : Valley of Song : Cliff Lloyd
- 1953 : The Good Beginning : Johnny Lipson
- 1954 : L'Amante di Paride : Drago
- 1955 : Les Briseurs de barrages : Lieutenant J.V. Hopgood
- 1955 : Touch and Go: Richard Kenyon
- 1958 : Le vent ne sait pas lire : Officier Peter Munroe
- 1960 : The Trials of Oscar Wilde  : Lord Alfred Douglas
- 1960 : Les Fanfares de la gloire: Caporal Piper Ian Fraser
- 1961 : Les Pirates de la nuit : Christopher Trevenyan
- 1961 : Le Cid : Roi Alphonse
- 1962 : Les Femmes du général : Lieutenant Robert Finch
- 1963 : Tamahine : Richard Poole
- 1965 : Opération Crossbow : Lieutenant Kenny
- 1965 : Répulsion : Colin
- 1965 : Sherlock Holmes contre Jack l'Éventreur : Lord Carfax
- 1966 : Doctor in Clover : Dr. Miles Grimsdyke
- 1968 : Isadora : Roger
- 1972 : Columbo (série télévisée) : Détective O'Keefe
- 1976 : Schizo : Leonard Hawthorne
- 1981 : Doctor Who (série télévisée) : Le moniteur
- 1996 : The Bill (série télévisée) : Newman / Le Juge